# Cantó de Vièla d'Aura
El cantó de Vièla d'Aura és un cantó francès del departament dels Alts Pirineus, situat al districte de Banhèras de Bigòrra. Té 18 municipis i el cap cantonal és Vièla d'Aura.

## Municipis
- Aranhoet
- Àdet
- Borisp
- Cadelha e Trashèrra
- Camparan
- Ens
- Estença
- Gralhen
- Gusha
- Salhan
- Sent Lari e Sola
- Tramedaigas
- Vièla d'Aura
- Biec

## Història
| Data d'elecció                           | Identitat     | Partit | Qualitat |
| ---------------------------------------- | ------------- | ------ | -------- |
| 1985-1995                                | Jean Mouniq   |        |          |
| 1995-                                    | Maryse Beyrié | PS     |          |
| les dades anteriors no són pas conegudes |               |        |          |
|                                          |               |        |          |

## Demografia
| 1962  | 1968  | 1975  | 1982  | 1990  | 1999  | 2006  |
| ----- | ----- | ----- | ----- | ----- | ----- | ----- |
| 2.033 | 2.024 | 1.920 | 2.142 | 2.516 | 2.503 | 2.677 |